# Manfred Wiesner
Manfred Wiesner (* 5. Oktober 1940 in Brandenburg) ist ein deutscher ehemaliger Ruderer aus der DDR. 
Wiesner, der mit 14 Jahren eine Ausbildung zum Hochseefischer beim Fischkombinat Rostock absolvierte, kam eher zufällig nach einem Eignungstest im Rudersport zum ASK Vorwärts Rostock, für den er 1967 gemeinsam mit Bernd Meerbach die DDR-Meisterschaft im Zweier ohne Steuermann gewann. Ein Jahr später belegten die beiden den zweiten Platz und wurde als Ersatzmann für die Olympischen Spiele 1968 nominiert.
1969 gewann er in Klagenfurt mit dem Achter den Europameister-Titel, die Sowjetunion und BRD wurden dabei um zwei Sekunden besiegt. Später beendete Wiesner seine sportliche Karriere;ein Wechsel in den Bobsport kam seiner eigenen Aussage wegen seiner Verbundenheit zu Norddeutschland nicht in Frage.
Der studierte Diplomsportlehrer war als Sportoffizier bei der Grenzbrigade Küste für die psychologische und physische Ertüchtigung der Matrosen und Offiziere zuständig und wurde später bis zum Kapitänleutnant befördert. Später wurde er Kapitän auf dem ersten Handelsschiff der DDR. Es folgten Beschäftigungen an der Berufsschule Bad Doberan und Urania Nach der politischen Wende arbeitete er als Außendienstmitarbeiter für Türen und Fenster und Anbieter von Decken- und Wandbeschichtungen.
Sportlich betätigte sich Wiesner weiterhin bei den Oldies der Rostocker Ruderer und errang bei den Masters Weltmeisterschaften in Schottland auch nochmal Edelmetall. Seit 2007 gehört er dem Verein Steuerrad-Nord an, der sich um Kinder und Jugendliche kümmert. Außerdem betätigt er sich gemeinsam mit seiner Ehefrau mehrfach als Statist bei zahlreichen Filmen und Fernsehserien, die in Mecklenburg-Vorpommern produziert werden.